# Antsino Twanyanyukwa
Antsino Twanyanyukwa Ndemugwanitha, auch Twanyanyukwa Ndemugwanitha Antsino, Spitzname Di Maria (* 1992 oder 1993 in Oshikuku), ist eine namibische Fußballschiedsrichterin und ehemalige Fußballspielerin.
Von 2015 und 2019 war Twanyanyukwa Nationalspielerin in der namibischen Frauennationalmannschaft. Auf Vereinsebene spielte sie bei den V-Power Angels in der Women’s Super League der Namibia Football Association (NFA).
Seit 2019 steht sie auf der FIFA-Liste und leitet internationale Fußballspiele. Sie wurde bei den Namibia Annual Sports Awards 2021 als beste Schiedsrichterin des Landes ausgezeichnet. Beim Afrika-Cup 2022 in Marokko leitete sie ein Spiel in der Gruppenphase.